# Lago Neustädter
El lago Neustädter (en alemán: Neustädtersee) es un lago situado en el distrito de Ludwigslust-Parchim, en el estado de Mecklemburgo-Pomerania Occidental (Alemania), a una altitud de 33.4 metros; tiene un área de 129 hectáreas.